# Tooth of Crime
Tooth of Crime è un album di T Bone Burnett. L'album è una selezione di musica scritta da Burnett per la produzione del 1996 del film di Sam Shepard 'The Tooth of Crime'.
Il critico musicale Mark Deming di Allmusic ha elogiato l'album e ha scritto che "Tooth of Crime è una raccolta intelligente di canzoni, coinvolgente e meravigliosamente inquietante che non poteva provenire da nessun altro tranne che da T Bone Burnett, e mostra è che uno dei migliori cantautori americani e sta lavorando a un ritmo molto deliberato ma ha ancora alcune cose notevoli da dirci."

## Tracce
1. Anything I Say Can and Will Be Used Against You – 4:02
2. Dope Island – 4:16
3. The Slowdown – 4:43
4. Blind Man – 1:22
5. Kill Zone – 4:19
6. The Rat Age – 5:30
7. Swizzle Stick – 5:10
8. Telepresence (Make the Metal Scream – 3:06
9. Here Come the Philistines – 3:33
10. Sweet Lullaby – 3:24